# Huntik
Huntik: Secretos y Buscadores (Huntik: Secrets & Seekers, en inglés) es una serie animada italiana creada y dirigida por Iginio Straffi (creador de Winx Club). Todos los diseños de serie, la animación y el estilo visual se crearon en Italia, mientras que la escritura de guiones y grabación de voz original se realizaron en los Estados Unidos.

## Argumento
Huntik es una serie de aventura de acción y drama sobre un grupo de buscadores que viajan por todo el mundo en busca de amuletos antiguos que pueden invocar diferentes tipos de titanes.
Mucho antes de nuestros tiempos, la humanidad luchó contra un mal de inimaginable poder (los anuladores). La oscuridad solo era interrumpida por los buscadores casterwill los seres humanos capaces de invocar criaturas legendarias, los Titanes en su propio plano de existencia. Con los titanes que obedecían todas sus órdenes, los Buscadores primero lucharon contra las fuerzas oscuras del mal y contra sí mismos. Pasaron siglos, y uno a uno, los Titanes fueron desapareciendo: algunos fueron enterrados después de batallas duras, otros simplemente olvidados con el tiempo. Las criaturas mágicas y poderosas se encuentran ocultos y esperando en las partes más remotas del universo, a la espera de ser despertados por un grupo nuevo y audaz de buscadores.
Después de siglos, los buscadores se dividen en grupos con el fin de encontrar huellas y pistas de las poblaciones extinguidas y de revelar el misterio de los Titanes.
La Fundación Huntik alcance de estas respuestas se desplazará desde la punta del continente de América del Sur a Europa, de América del Norte a terrenos africanos. En concreto, la serie nos muestra las aventuras de un grupo de "la fundación" conformado por Dante Vale, Sophie Casterwill, Lok Lambert y Zhalia Moon en la búsqueda de Ethan Lambert, padre de Lok, y la indagación en los antiguos misterios del mundo de los titanes.  Sólo los mejores buscadores son capaces de invocar los titanes y beneficiarse de sus poderes increíbles. Pero hay los que conspiran en las sombras. "La organización", un grupo secreto dirigido por el profesor. Él quiere poseer a los Titánes y conseguir los titánes legendarios para beneficiarse de ellos y utilizarlos en sus malvados planes.
La serie tiene grandes referencias a la cultura popular y a la historia en general, en varios capítulos se mencionan lugares históricos del mundo real además de mitos y leyendas de la cultura popular, refieriendose a figuras históricas como "buscadores" y a seres legendarios como titanes (Ej: Minotauro, Medea, Lancelot o Vlad el empalador).

## Sinopsis

### Primera temporada
La historia comienza en Venecia, Italia. Lok Lambert conoce a la brillante Sophie Casterwill.
Sophie le acompaña a Lok a su casa, y accidentalmente, rompe un jarrón que había en una estantería. Al romperse, descubren lo que este contenía; el diario del padre de Lok y un amuleto. Cuando los adolescentes estaban mirando el diario, de repente aparecen unos agentes de la Organización, provocando que estos huyan de la casa. Al final se refugian en casa del detective Dante Vale. Este es el comienzo de una aventura que les llevará a descubrir la magia y la mitología.

### Segunda temporada
Después de vencer al profesor, la Organización sigue vigente todavía. Un equipo liderado por Wilder intenta matar al grupo de Dante y sus amigos. Pero durante esta temporada surge una amenaza todavía mayor, el Espiral de Sangre. También durante esta temporada, Lok intenta encontrar a su padre.

## Personajes
- Lok Lambert: Hijo del legendario buscador Eathon Lambert(Ethan en otras versiones). En el primer episodio, Lok (ya en su adolescencia)descubre el diario personal de su padre, el cual estaba escondido en un jarrón (roto accidentalmente por Sophie). Conoce a Dante Vale y se hace su amigo y alumno. Su Titan (heredado de su padre) es Kipperin. A medida que avanza la trama, se enamora de Sophie Casterwill.

- Sophie Casterwill: Es descendiente directo del primer buscador, Lord Casterwill. Se quedó huérfana muy joven (desde niña) cuando asesinaron a sus padres, quedando su mayordomo LeBlanche y su guardián Santiago a su cuidado.Se convirtió en una estudiante brillante aprendiendo todo lo relacionado con la historia de la magia y convirtiéndose en una buena buscadora. En el instituto destaca en historia y arte y posee un amplio vocabulario. Es la mejor alumna de la clase. Sophie tiene el poder de detectar la energía mágica. Actualmente vive en Venecia, donde posee una amplia mansión en el centro de la ciudad. A lo largo de la serie va recordando su pasado y el de la familia Casterwill. No se lleva bien con Zhalia, y desconfía de ella, pese a que luego va acostumbrándose a tenerla en el equipo.  Acaba por enamorarse de Lok Lambert. Sus titanes a lo largo de la serie son: Sabriel, Ícaro, Pheïon, Albion (prestado por LeBanche), Hoplita, Sorcerel (hermana de Sabriel), Influxion y Kolpie.

- Dante Vale: Es uno de los mejores buscadores de la fundación y es el líder de las expediciones de Lok, Sophie y Zhalia. Es conocido en todo el mundo por su fuerza, y su gran colección de Titanes. Aprendió todo lo que sabe de Metz, presidente de la fundación. Su Titan es Caliban. Durante la serie se enamora de Zhalia Moon.

- Zhalia Moon: Es una buscadora que siendo una pequeña niña huérfana fue a parar a las manos de la Organización, allí la convirtieron en una fiel agente y le encomendaron la misión de infiltrarse en la Fundación Huntik, su titán es Gareon. Zhalia se da cuenta de su error y decide ayudar a la Fundación. Durante la serie se enamora de Dante Vale.

- Cherit: Este peculiar titan tiene el don del habla. Es un titan con aspecto de gárgola. Sirve a Dante y su equipo con su sabiduría y conocimiento, salvando muchas veces la situación, y aunque no lo parezca, es uno de los titanes más poderosos. Puede lanzar ráfagas por la boca pero cuando las lanza se debilita.

- Den y Harrison fears: aparecen en el capítulo 7 de la segunda temporada,  Den contra Harrison.  son dos hermanos huérfanos que vivían en el orfanato donde estaba Zhalia hasta que la espiral de sangre los quiere reclutar. Harrison y Den se separan ya que Harrison se une a la espiral y Den se une a la Fundación Huntik.

## Enemigos Principales
- El Profesor: Es el líder de la organización, el enemigo principal de la Fundación Huntik. Él era el mentor del padre de Lok Lambert (Eathon). Dueño del titán legendario de la mente Araknos. Su verdadero nombre es Simon. Tiene una enfermedad que solo puede ser curada por el titán legendario de la inmortalidad.

- Rassimov:Principal ayudante del Profesor, cansado de sus órdenes le traiciona fingiendo su propia muerte y dejando caer un titán que luego será clave para vencer al Profesor. Luego se convierte en el líder de la espiral de sangre.

- Klaus: Ayudante del profesor durante la primera temporada. Fue padre adoptivo de Zhalia Moon, acogiéndola de las calles de Róterdam a su laboratorio en Viena. Es convertido en estatua por un titán de Zhalia, a pesar del aprecio que le tenía.

- Grier: Es el soberano de Sutos, una pequeña isla del mar Egeo. Pertenece a la Organización y piensa que con la disciplina se alcanza la paz. En la temporada 2, ayuda a Dante luchar contra el Espiral. Su titán es Breaker.

- El traidor: El traidor se hace pasar por el padre de Lok y hace que voluntariamente clave la hoja de la voluntad y así el traidor podría traer a los anuladores a la tierra.